# Cavatappi (pasta)
I cavatappi [kavaˈtappi] sono un tipo di pasta, specificatamente maccheroni a forma di tubo elicoidale. Sono conosciuti anche con altri nomi, tra cui amorosi, spirali, succhietti o, in America, tortiglioni. Di solito sono segnati con linee o creste sulla superficie. I cavatappi sono dei tipi di maccheroni o pasta spessa e cava, prodotta senza l'utilizzo di uova. Possono essere di colore giallo, come la maggior parte delle paste, o avere un colorante alimentare aggiunto per renderli verde o rossi. Possono essere utilizzati in un'ampia varietà di piatti tra cui insalate, zuppe e sformati.

## Etimologia
Il nome deriva dall'omonimo utensile, dalla forma elicoidale, usato per estrarre i tappi dai colli delle bottiglie.
Il nome cavatappi è un nome generico adottato da altri marchi che imitavano i cellentani di Barilla.

## Origine
Questo particolare tipo di pasta è nato negli anni '70 presso l'azienda di Barilla di Parma quando una serie di trafile per pasta erano state erroneamente realizzate con una serie di linee a spirale al posto di linee dritte. Questi producevano pasta a forma di spirale o molla e Barilla decise di dedicare il nome ad uno dei cantanti e showmen più famosi dell'epoca, Adriano Celentano, dato il suo soprannome “il molleggiato”. Dato che questo nome era un marchio di fabbrica della Barilla, altri pastifici dovevano, per motivi legali, usare un nome differente e nuovo come cavatappi.

## Ricette tipiche

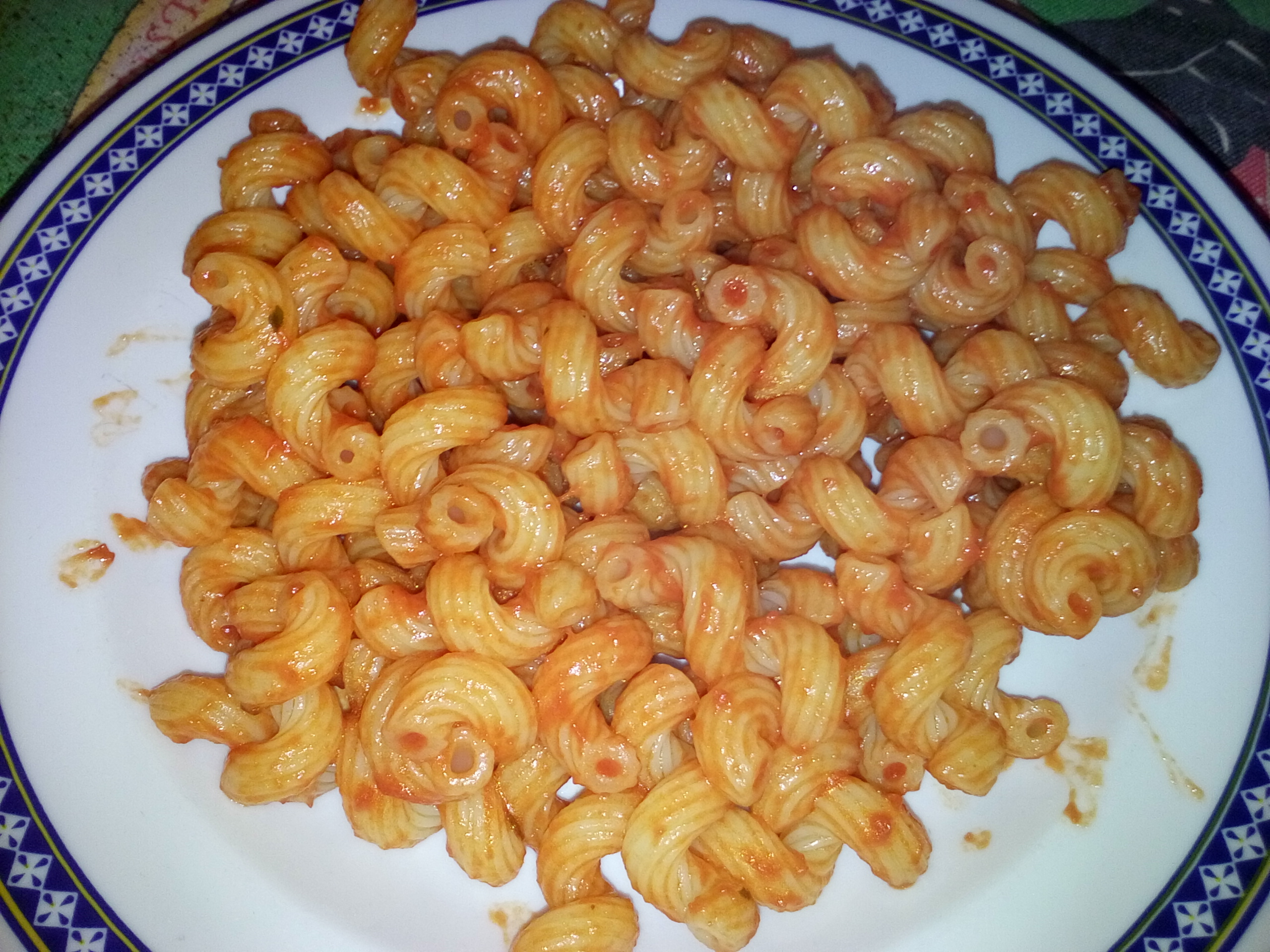
Piatto di cavatappi conditi con salsa di pomodoro.

I cavatappi vengono solitamente utilizzati con condimenti tipici italiani come l'amatriciana o il pesto alla genovese. Si trova principalmente nei sughi per pasta a base di pomodoro ma è anche strettamente associato a diversi tipi di formaggi come la mozzarella, il parmigiano o il provolone. È una comune alternativa anche nella cucina italo-americana e inglese per il noto piatto Mac 'n' cheese (dall'inglese: maccheroni e formaggio), un piatto formato da maccheroni o, in questo caso cavatappi, con un condimento di formaggio sciolto come il cheddar.